# 筋肉少女帯 ナゴム全曲集
『筋肉少女帯 ナゴム全曲集』（きんにくしょうじょたい ナゴムぜんきょくしゅう）は、筋肉少女帯のインディーズ時代の曲を収録したベストアルバム。12cmCD盤のみ販売された。型番はNG-064。

## 概要
筋肉少女帯のインディーズ時代のアルバム『とろろの脳髄伝説』と『ノゾミ・カナエ・タマエ』、シングル『高木ブー伝説』の曲を収録。ただし、「ドリフター」と「高木ブー伝説」の2曲は歌詞の問題により収録されていない（その後の2006年6月21日に発売された『筋肉少女帯 ナゴムコレクション』では「高木ブー伝説」の方のみ収録されている）。

## 収録曲
1. 釈迦〜とろろの脳髄
（作詞：おーつきモヨコ / 作曲：モヨコ, ユウ）
2. マタンゴ
（作詞：おーつきモヨコ / 作曲：筋肉少女帯）
3. いくぢなし
（作詞：おーつきモヨコ / 作曲：DOTECHINS & 筋肉少女帯）
4. ララミー
（作詞：おーつきモヨコ / 作曲：モヨコ, ユウ）
5. 最期の遠足
（作詞：大槻モヨコ / 作曲：ユウ）
6. 外道節
（作詞：大槻モヨコ / 作曲：筋肉少女帯）
7. 猿の左手 象牙の塔
（作詞：大槻モヨコ / 作曲：三柴江戸蔵）
8. から笑う孤島の鬼
（作詞：大槻ケンヂ / 作曲：内田雄一郎）[1]